# Gauliga Bayern
De Gauliga Bayern was een van de zestien Gauliga's die in 1933 werd opgericht na de machtsgreep van de NSDAP in 1933. De overkoepelende voetbalbonden van de regionale kampioenschappen werden afgeschaft en zestien Gauliga's namen de plaats in van de voorheen ontelbare hoogste klassen. In de Gauliga Bayern speelden teams uit Beieren. Voorheen speelden de clubs in de competitie van de Zuid-Duitse voetbalbond. De Gauliga komt overeen met de Beierse competitie die voor 1933 gespeeld werd, de twee geografische reeksen werden opnieuw samengevoegd tot één competitie. Clubs uit Ulm, dat niet tot Beieren behoorde, maar wel altijd als grensclub in de Beierse competitie speelden werden nu ingedeeld in de Gauliga Württemberg. 

## Erelijst
| Seizoen | Kampioen             | Vicekampioen         |
| 1933-34 | 1. FC Nürnberg       | TSV 1860 München     |
| 1934-35 | SpVgg Fürth          | 1. FC Nürnberg       |
| 1935-36 | 1. FC Nürnberg       | SpVgg Fürth          |
| 1936-37 | 1. FC Nürnberg       | 1. FC Schweinfurt 05 |
| 1937-38 | 1. FC Nürnberg       | TSV 1860 München     |
| 1938-39 | 1. FC Schweinfurt 05 | TSV 1860 München     |
| 1939-40 | 1. FC Nürnberg       | BC Augsburg          |
| 1940-41 | TSV 1860 München     | 1. FC Nürnberg       |
| 1941-42 | FC Schweinfurt 05    | SpVgg Fürth          |

| Seizoen | Noord          | Zuid              |
| 1942-43 | 1. FC Nürnberg | TSV 1860 München  |
| 1943-44 | 1. FC Nürnberg | FC Bayern München |

## Eeuwige ranglijst
| Club                                     | /11 | Seizoenen (1933-1944)           |
| ---------------------------------------- | --- | ------------------------------- |
| 1. FC Nürnberg                           | 11  | 1933-1944                       |
| FC Bayern München                        | 11  | 1933-1944                       |
| SpVgg Fürth                              | 11  | 1933-1944                       |
| 1. FC Schweinfurt 05                     | 10  | 1933-1943                       |
| TSV 1860 München                         | 10  | 1934-1944                       |
| BC Augsburg                              | 9   | 1934-1943                       |
| FC Wacker München                        | 9   | 1933-1938, 1940-1944            |
| SSV Jahn Regensburg                      | 8   | 1934-1935, 1937-1944            |
| VfL Nürnberg                             | 6   | 1938-1944                       |
| SSV Schwaben Augsburg                    | 5   | 1933-1935, 1937-1939, 1940-1941 |
| VfR 07 Schweinfurt                       | 4   | 1939-1941, 1942-1944            |
| ASV 1928 Nürnberg                        | 4   | 1933-1937                       |
| Reichsbahn SG Weiden                     | 3   | 1941-1944                       |
| TSV Schwaben Augsburg                    | 3   | 1941-1944                       |
| 1. FC 01 Bamberg                         | 2   | 1942-1944                       |
| 1. FC 1910 Bayreuth                      | 2   | 1933-1934, 1935-1936            |
| 1. FC 05 München                         | 2   | 1933-1934, 1935-1936            |
| TSG 1885 Augsburg                        | 2   | 1942-1944                       |
| FC Würzburger Kickers                    | 2   | 1940-1941, 1942-1943            |
| FC Eintracht/Franken Nürnberg            | 2   | 1941-1943                       |
| LSV Straubing                            | 2   | 1942-1944                       |
| VfB Ingolstadt-Ringsee                   | 2   | 1936-1938                       |
| VfB 1907 Coburg                          | 2   | 1936-1937, 1938-1939            |
| SV Viktoria 01 Aschaffenburg             | 1   | 1942-1943                       |
| WTSV Schweinfurt                         | 1   | 1943-1944                       |
| Post SG Fürth                            | 1   | 1942-1943                       |
| VfB München                              | 1   | 1942-1943                       |
| TV 1885 Pfersee                          | 1   | 1943-1944                       |
| FSV 1883 Nürnberg                        | 1   | 1939-1940                       |
| FC Bajuwaren München                     | 1   | 1942-1943                       |
| SpVgg Weiden                             | 1   | 1934-1935                       |
| SpB Jahn Regensbug                       | 1   | 1933-1934                       |
| SV 1860 München                          | 1   | 1933-1934                       |
| 1. FV 04 Würzburg                        | 1   | 1933-1934                       |
| KSG 1. FC 05/LSV Schweinfurt             | 1   | 1943-1944                       |
| KSG Post SG/Reichsbahn SG Nürnberg-Fürth | 1   | 1943-1944                       |
| KSG FV 04/Kickers Würzburg               | 1   | 1943-1944                       |
| KSG BC/Post SG Augsburg                  | 1   | 1943-1944                       |
| KSG MTV/VfB Ingolstadt                   | 1   | 1943-1944                       |

1933/34 · 1934/35 · 1935/36 · 1936/37 · 1937/38 · 1938/39 · 1939/40 · 1940/41 · 1941/42 · 1942/43 · 1943/44 · 1944/45
Originele Gauliga's: Baden · Bayern · Berlin-Brandenburg · Hessen · Mitte · Mittelrhein · Niederrhein · Niedersachsen · Nordmark · Ostpreußen · Pommern · Sachsen · Schlesien · Südwest-Mainhessen · Westfalen · Württemberg

Gauliga's na 1939: Hamburg · Hessen-Nassau · Köln-Aachen · Kurhessen · Mecklenburg · Moselland · Niederschlesien · Oberschlesien · Osthannover · Schleswig-Holstein · Südhannover-Braunschweig · Weser-Ems · Westmark

Gauliga's in bezette gebieden: Böhmen und Mähren · Danzig-Westpreußen · Elsaß · Generalgouvernement · Sudetenland · Ostmark · Wartheland